# Centro de Arte y Comunicación
El Centro de Arte y Comunicación (CA y C) fue una organización artística basada en Buenos Aires, Argentina, instrumental en la creación de un movimiento artístico internacional basado en las ideas del arte de sistemas, parte del arte conceptual.

## Historia
En agosto de 1968, originalmente constituiddo como Centro de Estudios de Artes y Comunicación (CEAC) fue establecido como taller multidisciplinario por Víctor Grippo, Jacques Bedel, Luis Fernando Benedit, Alfredo Portillos, Clorindo Testa, Jorge Glusberg y Jorge González Mir. Luego de su primer evento público, en la Galería Bonino en 1969, su nombre cambió a Centro de Arte y Comunicación (CAyC). Jorge Glusberg fue el principal representante asociado con el CAyC.
En 1971, el director de teatro Jerzy Grotowski, de origen polaco, creó el "Grupo de los Trece". Trece artistas formaron parte de dicho grupo: Jacques Bedel, Luis Fernándo Benedit, Gregorio Dujovny, Carlos Ginsburg, Jorge Glusberg, Victor Grippo, Jorge González Mir, Vicente Lucas Marotta, Luis Pazos, Alfredo Portillos, Juan Carlos Romero, Julio Teich y Horacio Zabala. Leopoldo Maler y Clorindo Testa se sumaron luego. En 1975, el grupo fue formalmente nombrado "Grupo CAyC.”
El trabajo realizado por el CAyC se centró en el concepto del "Arte de Sistemas” así como de la cibernética. En 1972, fundaron la Escuela de Altos Estudios del Centro de Arte y Comunicación.
En los años 70, el CAyC se convirtió en un centro internacional de la cultura y arte pop y creó el famoso Museo de Arquitectura.
Entre los educadores ilustres del CAyC, estuvieron Justus Dahinden y Mario Botta. 
Desde 1968 hasta la fecha de su muerte en 2012, Jorge Glusberg fue el director del CAyC.

## Muestras
- 1969: Arte y Cibernética, Centro de Arte y Comunicación (Buenos Aires, Argentina)
- 1969: Argentina Intermedios, Centro de Arte y Comunicación (Buenos Aires, Argentina)
- 1972: Hacia un Perfil del Arte Latinoamericano, Centro de Arte y Comunicación (Buenos Aires, Argentina)
- 1972: Art Systems in Latin America, Centro de Arte y Comunicación (Buenos Aires, Argentina)
- 1973: Antonio Días, Centro de Arte y Comunicación (Buenos Aires, Argentina)
- 1973: Arte Contemporânea Brasileira, Centro de Arte y Comunicación (Buenos Aires, Argentina)
- 1973: Expo-Projeção 73, Centro de Arte y Comunicación (Buenos Aires, Argentina)
- 1974: Festival Experimental, Centro de Arte y Comunicación (Buenos Aires, Argentina)
- 1974: Vanguardia Brasileña, Centro de Arte y Comunicación (Buenos Aires, Argentina)
- 1974/1975: Art & Systems in Latin America, ICA - Institute of Contemporary Arts (London, Argentina)
- 1975: Julio Plaza, Centro de Arte y Comunicación (Buenos Aires, Argentina)
- 1975: Regina Silveira, Centro de Arte y Comunicación (Buenos Aires, Argentina)
- 1975: Bernardo Krasniansky, Centro de Arte y Comunicación (Buenos Aires, Argentina)
- 1976: 20 Artistas Brasileños, Centro de Arte y Comunicación (Buenos Aires, Argentina)
- 1977: Regina Silveira, Centro de Arte y Comunicación (Buenos Aires, Argentina)
- 1977: Image and Words, Centro de Arte y Comunicación (Buenos Aires, Argentina)
- 1977: Signos en ecosistemas artificiales, Bienal de San Pablo (San Pablo, Brasil)
- 1979: Ocupación Topológica, Centro de Arte y Comunicación (Buenos Aires, Argentina)
- 1980: Sérgio de Camargo, Centro de Arte y Comunicación (Buenos Aires, Argentina)
- 1985: Nueva Pintura Brasileña, Centro de Arte y Comunicación (Buenos Aires, Argentina)